# Lobe den Herrn, meine Seele, BWV 69
Lobe den Herrn, meine Seele, BWV 69 (Beneeix ànima meva el Senyor), és una cantata religiosa de Johann Sebastian Bach per a la constitució del Consistori municipal de Leipzig, estrenada el 26 d'agost de 1748.

## Origen i context
Amb aquest títol es coneix també una altra cantata,  BWV 69a, composta prèviament per al dotzè diumenge després de la Trinitat. D'autor desconegut, com la cantata homònima, el número 1, canta el segon versicle del salm 103 i clou amb un coral que conté la tercera estrofa de l'himne Es woll uns Gott genädig sein de Luter (1524), paràfrasi de Deus misseratur nostre. El cor inicial i les àries número 3 i 5, es mantenen en les dues versions. És en els recitatius, números 2 i 4, on hi ha referències a l'elecció del nou Consistori.

## Anàlisi
Obra escrita per a soprano, contralt, tenor, baix i cor; tres trompetes, timbal, tres oboès, oboè d'amor, corda i baix continu. Consta de sis números.
1. Cor: Lobe den Herrn, meine Seele (Beneeix ànima meva el Senyor)
2. Recitatiu (soprano): Wie gross ist Gottes Güte doch! (O, que gran és la generositat de Déu!)
3. Ària (contralt): Meine Seele (Ànima meva)
4. Recitatiu (tenor): Der Herr hat große Ding an uns getan (El Senyor ens fa un sens fi de mercès)
5. Ària (baix): Mein Erlöser und Erhalter (Salvador i protector meu)
6. Coral: Es danke, Gott, und lobe dich (Et donem gràcies i et lloem, Déu nostre)

El número inicial és un dels gran cors de Bach, interessant per la simetria que presenta en cinc seccions, al voltant d'una doble fuga, amb una simfonia instrumental i un motet. El recitatiu del soprano, número 2, amb un text diferent de l'altra versió, dona pas a l'ària de contralt, serena i plena de felicitat íntima, on la veu va acompanyada de l'oboè, el violí i el continu amb fagot. El recitatiu del número 4, de tenor en aquesta versió, és original comença en secco per acabar en arioso, amb una transició que porta a l'ària següent de baix amb oboè d'amor, corda i continu amb fagot. En el coral final amb el text indicat i una melodia del cançoner de Wittenberg (1524). Té una durada aproximada d'uns vint-i-cinc minuts.

## Discografia seleccionada
- J.S. Bach: Das Kantatenwerk. Sacred Cantatas Vol. 4. Nikolaus Harnoncourt, Tölzer Knabenchor (Gerhard Schmidt-Gaden, director), Concentus Musicus Wien, Wilhelm Wiedl (soprano del cor), Paul Esswood, Kurt Equiluz, Ruud van der Meer. (Teldec), 1994.
- J.S. Bach: Complete Cantatas Vol. 6. Ton Koopman, Amsterdam Baroque Orchestra & Choir, Ruth Ziesak, Elisabeth von Magnus, Paul Agnew, Klaus Mertens. (Challenge Classics), 2001.
- J.S. Bach: Cantatas Vol. 55. Masaaki Suzuki, Bach Collegium Japan, Hana Blazikova, Robin Blaze, Gerd Türk, Peter Kooij. (BIS), 2013.
- J.S. Bach: Church Cantatas Vol. 22. Helmuth Rilling, Gächinger Kantorei, Bach-Collegium Stuttgart. (Hänssler), 1999.